# جون داغوستينو
جون داغوستينو (بالإنجليزية: John D'Agostino)‏ هو لاعب بوكر أمريكي، ولد في 3 نوفمبر 1982 في إيغ هاربور في الولايات المتحدة.